# Имението „Хауърдс Енд“
„Имението „Хауърдс Енд““ (на английски: Howards End) е британски романтичен драматичен филм от 1992 г. на режисьора Джеймс Айвъри. Сценарият, написан от Рут Проуър Джабвала, е базиран на романа „Хауардс Енд“ на Е. М. Форстър.

## Актьорски състав
| Актьор              | Роля            |
| ------------------- | --------------- |
| Ема Томпсън         | Маргарет Шлегел |
| Антъни Хопкинс      | Хенри Уилкокс   |
| Хелена Бонам Картър | Хелен Шлегел    |
| Самюел Уест         | Ленард Баст     |
| Ванеса Редгрейв     | Рут Уилкокс     |

## Награди и номинации
| Категория                           | Номиниран(и)             | Резултат                |
| Оскар (29 март 1993 г.)             | Оскар (29 март 1993 г.)  | Оскар (29 март 1993 г.) |
| ----------------------------------- | ------------------------ | ----------------------- |
| Най-добри декори                    | Най-добри декори         | награда                 |
| Най-добър адаптиран сценарий        | Рут Проуър Джабвала      | награда                 |
| Най-добра женска роля               | Ема Томпсън              | награда                 |
| Най-добър филм                      | Най-добър филм           | номинация               |
| Най-добър режисьор                  | Джеймс Айвъри            | номинация               |
| Най-добра кинематография            | Тони Пиърс-Робъртс       | номинация               |
| Най-добри костюми                   | Джени Беван и Джон Брайт | номинация               |
| Най-добра филмова музика            | Ричард Робинс            | номинация               |
| Най-добра поддържаща женска роля    | Ванеса Редгрейв          | номинация               |
| Награда на БАФТА (1993 г.)          |                          |                         |
| Най-добър филм                      | Най-добър филм           | награда                 |
| Най-добра актриса в главна роля     | Ема Томпсън              | награда                 |
| Най-добри декори                    | Най-добри декори         | номинация               |
| Най-добър грим                      | Най-добър грим           | номинация               |
| Най-добра режисура                  | Джеймс Айвъри            | номинация               |
| Най-добър адаптиран сценарий        | Рут Проуър Джабвала      | номинация               |
| Най-добра кинематография            | Тони Пиърс-Робъртс       | номинация               |
| Най-добър филмов монтаж             | Андрю Маркъс             | номинация               |
| Най-добри костюми                   | Джени Беван и Джон Брайт | номинация               |
| Най-добър актьор в поддържаща роля  | Самюел Уест              | номинация               |
| Най-добра актриса в поддържаща роля | Хелена Бонам Картър      | номинация               |
| Златен глобус (23 януари 1993 г.)   |                          |                         |
| Най-добра актриса в драматичен филм | Ема Томпсън              | награда                 |
| Най-добър филм – драма              | Най-добър филм – драма   | номинация               |
| Най-добър режисьор                  | Джеймс Айвъри            | номинация               |
| Най-добър сценарий                  | Рут Проуър Джабвала      | номинация               |